# Tonga telifera
Tonga telifera är en insektsart som först beskrevs av Walker 1870.  Tonga telifera ingår i släktet Tonga och familjen sköldstritar. Inga underarter finns listade i Catalogue of Life.